# Jošihisa Ašikaga
Jošihisa Ašikaga (japonsky 足利 義尚, Ašikaga Jošihisa, 11. prosinec 1465 – 26. duben 1489) byl devátým šógunem šógunátu Ašikaga. Vládl mezi lety 1473-1489 v průběhu období Muromači. Byl synem Јоšimasy Ašikagy.
Situace s jeho jmenováním nebyla zrovna jednoduchá, protože se rozhodovalo mezi ním a Jošimasovým mladším bratrem Јоšimim. Tato rozepře byla jednou ze záminek pro rozpoutání konfliktu známého jako Válka Ónin. Po jejím ukončení musel řešit problém se samozvaným pánem Takajorim Rokkaku, který obsadil provincii Ómi a mnoho statků patřících dvorní šlechtě. Jako vojenský regent byl Jošihisa povinen zakročit, a proto vedl roku 1487 kampaň proti Rókkakuovi (Rokkaku Tobacu). K jeho smůle však během tažení, dva roky na to, zemřel na následky onemocnění, aniž by po sobě zanechal dědice. Jeho nástupcem se stal následujícího roku jeho bratranec Jošitane Ašikaga.
| klan Ašikaga                 | klan Ašikaga               | klan Ašikaga               |
| ---------------------------- | -------------------------- | -------------------------- |
| Předchůdce: Jošimasa Ašikaga | 1465–1489 Jošihisa Ašikaga | Nástupce: Jošitane Ašikaga |